# ایشنبارلبن
ایشنبارلبن (به آلمانی: Eichenbarleben) یک منطقهٔ مسکونی در آلمان است که در Hohe Börde واقع شده‌است. ایشنبارلبن ۱٬۱۶۹ نفر جمعیت دارد.